# Alexandra Jewgenjewna Jakowlewa

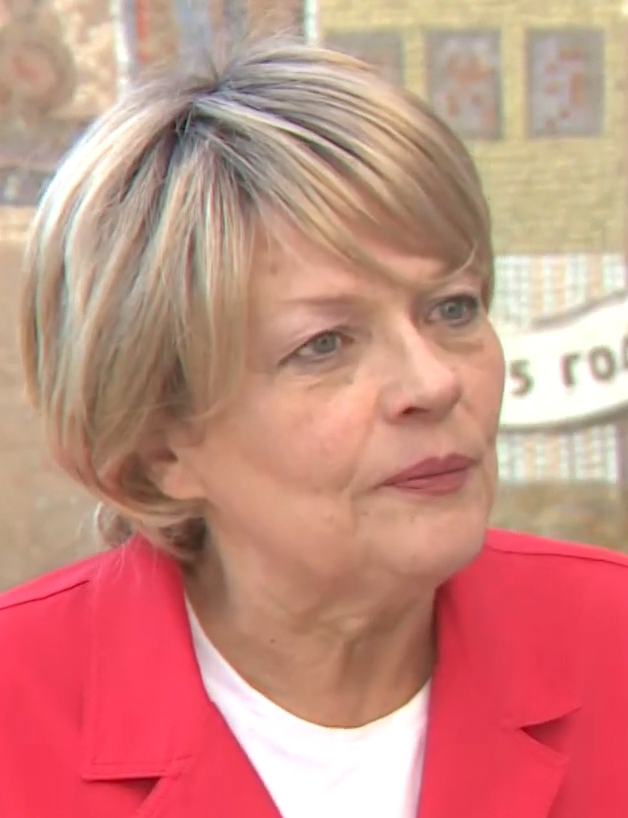
Alexandra Jewgenjewna Jakowlewa (2021)

Alexandra Jewgenjewna Jakowlewa, geboren Iwanes, (russisch Александра Евгеньевна Яковлева, урожд. Иванес; * 2. Juli 1957 in Kaliningrad; † 1. April 2022 in Sankt Petersburg) war eine sowjetische bzw. russische Film- und Theaterschauspielerin, Filmregisseurin und Politikerin.

## Leben
Jakowlewa besuchte in Kaliningrad die Grundschule, die Mittelschule und die Musikschule in der Violinenklasse und tanzte früh. Sie begann 1975 das Studium am Leningrader Staatlichen Institut für Theater, Musik und Filmkunst, das sie 1978 mit dem Kurs von Igor Wladimirow abschloss. Ihre Schauspielkarriere begann im Leningrader Subbota-Theater.
In Alexander Mittas ersten sowjetischen Katastrophenfilm Ekipasch debütierte Jakowlewa 1979 als Stewardess und spielte mit Leonid Filatow die erste Bettszene im sowjetischen Film. In den 1980er Jahren war sie eine der beliebtesten Schauspielerinnen im sowjetischen Film.
Nach dem Zerfall der Sowjetunion schuf Jakowlewa als Regisseurin 1993 das Filmmelodram Fähre „Anna Karenina“. Darauf zog sie sich aus der Filmkunst zurück.
Von 1992 bis 1997 war Jakowlewa in Kaliningrad Vorsitzende des Komitees für Kultur und Tourismus und Vizebürgermeisterin. Ab 1994 war sie Präsidentin des internationalen baltischen Filmfestivals Bernstein-Panther, bis es nach dem Rücktritt Jakowlewas als Vizebürgermeisterin 1997 sich auflöste.
Von 2000 bis 2003 studierte Jakowlewa an der Polytechnischen Peter-der-Große-Universität Sankt Petersburg in der Fakultät für Staatliche und Städtische Verwaltung. Darauf leitete sie die Qualitäts- und Personalverwaltung im Sankt Petersburger
Flughafen Pulkowo und war dann Vizeverwaltungsleiterin für Qualität und Marketing der Oktober-Eisenbahn. Im Dezember 2009 war sie am Betriebsbeginn der Hochgeschwindigkeitstriebzüge Sapsan auf der Strecke Sankt Petersburg-Moskau beteiligt. Auf ihre Initiative wurden in den Zügen trotz der Fahrzeit von nur 4,5 Stunden ein Restaurant und eine Bar im russischen Stil eingerichtet. Später wurde sie Vizegeneraldirektorin der Direktion des Hochgeschwindigkeitsverkehrs der Russischen Eisenbahn. Von Anfang bis September 2011 war sie Generaldirektorin der Kaliningrader Städtischen Verkehrsgesellschaft.
Vom 7. Juni 2012 bis 2018 war Jakowlewa Vorsitzende der Kaliningrader Regionalabteilung der Partei Jabloko. Im Juli 2012 verkündete sie ihre Absicht, für das Amt des Leiters des Stadtkreises Kaliningrad der Oblast Kaliningrad zu kandidieren, und errang bei der Wahl am 14. Oktober 2012 mit 3,8 % der Stimmen den 5. Platz. Von 2016 bis 2021 war sie Abgeordnete des Kaliningrader Stadtrats und war Mitglied der Kommissionen für städtische Wirtschaft, für Haushalt und für kommunales Eigentum. Sie wurde 2020 Ehrenbürgerin Kaliningrads.
Zur Schauspielerei kehrte Jakowlewa 2016 zurück und spielte in der Premiere des Schauspiels Oskar nach Claude Magniers Komödie Oscar im Sankt Petersburger Kulturpalast Wyborgski eine der weiblichen Hauptrollen. Im selben Jahr erschien auch der neue Film Ekipasch auf der Basis des Films von 1979, in dem sie wieder die Tamara aber nun als hochrangige Beamtin in der Welt der Luftfahrt spielte. In einem 2019 in Puschkin uraufgeführten Stück Tatjana Moskwinas spielte sie eine Buchhalterin. Insgesamt hatte sie in mehr als 30 Filmen mitgewirkt.
In 1. Ehe war Jakowlewa mit dem Schauspieler Waleri Kuchareschin (* 1957) verheiratet, mit dem sie eine Tochter und einen Sohn bekam. Dann war sie nur wenige Monate mit dem Fernsehmoderator Alexander Newsorow (* 1958) verheiratet und schließlich mit dem Fallschirmsportler Kalju Aasmjae, den sie 1984 bei Filmaufnahmen kennengelernt hatte. Sie litt an Brustkrebs, wurde im Januar 2022 operiert und starb am 1. April 2022 in Sankt Petersburg. Bestattet wurde sie am 7. April in Kaliningrad auf dem Friedhof am Prospekt Mira.